# Air Force Maui Optical and Supercomputing observatory
Pour les articles homonymes, voir Amos.
Air Force Maui Optical and Supercomputing ou AMOS est le nom d'un observatoire astronomique rattaché au Air Force Research Laboratory (AFRL) situé sur l'île de Maui dans l'archipel de Hawaï (États-Unis). L'observatoire mène à la fois les recherches et les développements du projet de surveillance spatiale (Maui Space Surveillance System - MSSS) et d'autre part, supervise les opérations du centre de calcul à haute performance (Maui High Performance Computing Center - MHPCC).

## Système de surveillance spatiale de Maui
Ce système permet à la communauté scientifique d'utiliser des technologies récentes de suivi de satellites. Aussi connu sous l'acronyme AMOS, il est régulièrement impliqué dans des observations, et possède la capacité particulière de projeter des lasers dans l'atmosphère. En théorie, on peut observer le ciel toute l'année, grâce au climat relativement stable. Un air sec, pur et peu de lumière diffusée depuis la surface de la Terre garantissent une visibilité de plus de 150 km. Basées sur l'observation d'étoiles doubles, les images sont d'une précision de l'ordre de la seconde d'arc. Situé dans le cratère du volcan Haleakalā (IAU code 608), aujourd'hui éteint, l'observatoire est à 3 058 mètres au-dessus du niveau de la mer, à une latitude de 20.7°N, et une longitude de 156.3°W.  Au cours de ses observations, de nombreux astéroïdes ont été découverts.
S'étendant sur plus de 30 ans, l'évolution du système de surveillance fait état des différentes technologies de suivi d'objets spatiaux à l'aide de télescopes. Actuellement, bien que ses missions soient pour la plupart liées à l'armée de l'air des États-Unis, le système de surveillance combine ses lunettes à large ouverture à des récepteurs infrarouge/lumière visible pour collecter des données sur les objets proches de la Terre ou situés plus loin dans l'espace.
Le télescope appelé Advanced Electro-Optical System (AEOS) de diamètre 3,67 mètres, détenu par le département de la Défense des États-Unis, est le plus grand de leurs télescopes dédiés au suivi des satellites. Lourd de 75 tonnes, il repère et suit très précisément à la fois les satellites en orbite basse et les missiles balistiques. Il peut être utilisé en simultané par différents groupes grâce à un système de déviation de la lumière qui projette son image dans 7 chambres indépendantes. S'y adjoignent des récepteurs sophistiqués tels qu'un système d'optique adaptative, un radiomètre, un spectrographe et une caméra infrarouge à grandes longueurs d'onde.

## Centre de calcul à haute performance
Le centre se situe au Maui Research and Technology Park, à Kihei. Accueillant une large diversité d'utilisateurs du département de la Défense, du gouvernement des États-Unis, des universités et de communautés commerciales, le centre donne accès à un matériel puissant, capable de calculs en parallèle, supportant des outils logiciels avancés, des communications à large bande passante et des technologies de stockage de haute performance.

## Découverte d'astéroïdes
Le Centre des planètes mineures crédite AMOS pour la découverte de 80 astéroïdes, effectuée entre 1995 et 2003.
| (8721) AMOS         | 14 janvier 1996  |
| (9651) Arii-SooHoo  | 7 janvier 1996   |
| (10193) Nishimoto   | 8 août 1996      |
| (10863) Oye         | 31 août 1995     |
| (11104) Airion      | 6 octobre 1995   |
| (11993) 1995 XX     | 8 décembre 1995  |
| (12426) Racquetball | 14 novembre 1995 |
| (12443) Paulsydney  | 15 mars 1996     |
| (13168) Danoconnell | 6 décembre 1995  |
| (14066) 1996 FA4    | 20 mars 1996     |
| (14942) Stevebaker  | 21 juin 1995     |
| (19279) 1995 YC4    | 28 décembre 1995 |
| (19281) 1996 AP3    | 14 janvier 1996  |
| (20128) 1996 AK     | 7 janvier 1996   |
| (21244) 1995 XU1    | 14 décembre 1995 |
| (26176) 1996 GD2    | 15 avril 1996    |
| (27870) Jillwatson  | 12 novembre 1995 |
| (27898) 1996 OS2    | 23 juillet 1996  |
| (29395) 1996 PO1    | 5 août 1996      |
| (31000) Rockchic    | 11 novembre 1995 |
| (31020) Skarupa     | 17 mars 1996     |
| (32943) Sandyryan   | 13 novembre 1995 |
| (32949) 1996 AR3    | 14 janvier 1996  |
| (37692) Loribragg   | 12 novembre 1995 |
| (37700) 1996 AL3    | 10 janvier 1996  |
| (39671) 1996 AG     | 7 janvier 1996   |
| (42544) 1996 EL2    | 11 mars 1996     |
| (43995) 1997 PY5    | 14 août 1997     |
| (48628) Janetfender | 7 septembre 1995 |
| (48712) 1996 OV2    | 26 juillet 1996  |
| (52506) 1996 FK4    | 23 mars 1996     |
| (52525) 1996 PJ     | 8 août 1996      |
| (52534) 1996 TB15   | 7 octobre 1996   |

| (58365) Robmedrano   | 27 juillet 1995    |
| (58575) 1997 RK9     | 11 septembre 1997  |
| (73953) 1997 UN20    | 27 octobre 1997    |
| (85374) 1996 FC4     | 22 mars 1996       |
| (85386) Payton       | 26 juillet 1996    |
| (90817) Doylehall    | 1er septembre 1995 |
| (90818) Daverichards | 14 septembre 1995  |
| (90820) McCann       | 20 septembre 1995  |
| (90850) 1996 FM1     | 16 mars 1996       |
| (100421) 1996 FF4    | 23 mars 1996       |
| (100425) 1996 HM     | 17 avril 1996      |
| (120624) 1996 EM2    | 11 mars 1996       |
| (120728) 1997 SG32   | 28 septembre 1997  |
| (120729) 1997 SH32   | 28 septembre 1997  |
| (120738) 1997 TO17   | 2 octobre 1997     |
| (150148) 1996 FX3    | 20 mars 1996       |
| (162032) 1995 WJ8    | 20 novembre 1995   |
| (164655) 1996 HR1    | 22 avril 1996      |
| (168359) 1996 DH3    | 29 février 1996    |
| (175698) 1995 UQ8    | 20 octobre 1995    |
| (185670) 1995 RS     | 14 septembre 1995  |
| (200102) 1995 QH3    | 31 août 1995       |
| (210481) 1996 HQ1    | 20 avril 1996      |
| (217636) 1996 PH3    | 14 août 1996       |
| (225304) 1995 WH8    | 19 novembre 1995   |
| (225308) 1996 HH     | 17 avril 1996      |
| (237387) 1996 PM1    | 1er août 1996      |
| (316671) 1995 RN     | 1 septembre 1995   |
| (321769) 2010 OR30   | 26 juillet 1996    |
| (322504) 2011 WF14   | 19 novembre 1995   |
| (382402) 1995 PR     | 4 août 1995        |
| (415695) 1996 GE2    | 15 avril 1996      |
| (446786) 1996 GD     | 7 avril 1996       |

L'astéroïde (8721) AMOS a été nommé en son nom.